# Hisbollah-Brigaden
Die Hisbollah-Brigaden (arabisch كتائب حزب الله Kata’ib Hisbollah, DMG Kataʾib Ḥizbu Allāh ‚Brigaden der Partei Gottes‘) sind eine irakische schiitische paramilitärische Miliz, sowie auch ein Teil der Volksmobilmachungskräfte (al-Haschd asch-Schaʿbī).

## Geschichte
Die Kataib Hisbollah wurde im Jahr 2006 gegründet, nachdem die Koalitionstruppen im Jahr 2003 die Kontrolle über Bagdad übernommen hatten und der schiitische Einfluss im Irak zunahm. In dieser Zeit entstanden mehrere bewaffnete Milizen, darunter die Abu al-Fadl al-Abbas-Brigade, die Karbala-Brigaden, die Sajjad-Brigaden und die Zaid bin Ali-Brigade, die sich unter dem Namen 'Hisbollah-Brigaden' zusammenschlossen. Das Ziel dieser Einheiten bestand darin, die US- und Koalitionstruppen anzugreifen und aus dem Irak zu vertreiben. Zwischen 2003 und 2011 beteiligten sie sich aktiv an den Kämpfen gegen die US- und Koalitionstruppen. Eine ihrer wichtigsten Aufgaben war der Kampf an der Seite der syrischen Armee im syrischen Bürgerkrieg (2011–2014) sowie im Krieg gegen ISIS von 2013 bis 2017.

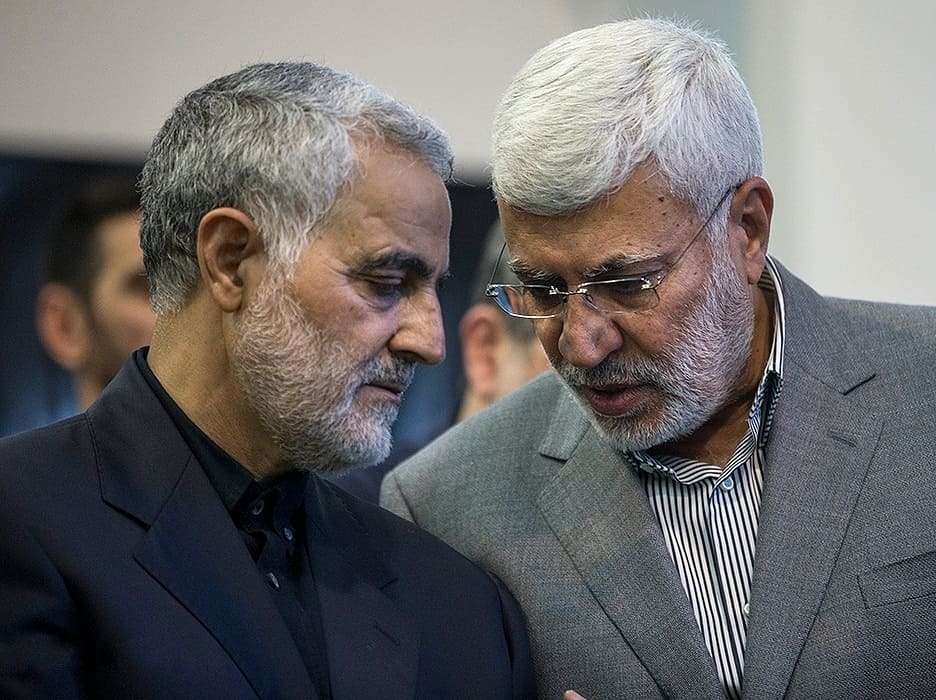
Abu Mahdi al-Muhandis und Qasem Soleimani (links) an der Beisetzung von Soleimanis Vater, Teheran 2017

Abu Mahdi al-Muhandis führte die Gruppe an, bis er 2020 bei einem US-Drohnenangriff getötet wurde. Danach wurde Abdulaziz al-Muhammadawi (auch bekannt als Abu Fadak, Abu Hamid) als neuer Kommandeur der Volksmobilisierungskräfte ernannt. Die Ziele der Hisbollah-Brigaden umfassen die Etablierung einer pro-iranischen Regierung im Irak, den dauerhaften Abzug der US-Streitkräfte aus dem Land sowie die Förderung der regionalen und internationalen Interessen des Irans in der Region. Ein weiterer wichtiger Name in den Brigaden ist Ahmed Mohsen Faraj Al-Hamidawi (auch bekannt als Abu Hussein, Abu Zalata, Abu Zeid), der Generalsekretär und Sondereinsatzkommandeur der irakischen Hisbollah-Brigaden.
Die Hisbollah-Brigaden ist eine paramilitärische Gruppierung mit einer komplexen Befehlsstruktur. Intern wird sie von einem Shura-Rat mit 5 bis 7 Mitgliedern geleitet, darunter ein externer Beobachter von Quds-Einheit der iranischen Revolutionsgarden oder der libanesischen Hisbollah, sie verfügt über persönliche und finanzielle Machtpositionen, die zum Teil mit Mitgliedern des Shura-Rats verbunden sind.
Die Hisbollah-Brigaden betreiben die 45., 46., und 47. Brigade der Volksmobilisierungskräfte, die vom irakischen Staat finanziert werden. Diese Befehlskette verläuft nominal über die Volksmobilisierungskräfte bis hin zum Premierminister, und sie spielt eine bedeutende Rolle im „Koordinierungsgremium des irakischen Widerstands“.
Die Hisbollah-Brigaden ist für den Tod zahlreicher amerikanischer Soldaten verantwortlich und spielten eine Schlüsselrolle in Angriffen auf US-Truppen im Irak. Als integraler Bestandteil der vom Iran geführten „Achse des Widerstands“ erhielten sie umfassende militärische Ausbildung, Finanzierung, logistische Unterstützung, Waffen und Geheimdienstinformationen von der Quds-Einheit des iranischen Korps der islamischen Revolutionsgarde.

### Ziele der irakischen Hisbollah-Brigaden
- Konfrontation mit der amerikanischen und westlichen Besatzung im Irak.
- Wir arbeiten daran, die „Islamische Republik im Irak“ wie im Iran zu verwirklichen.
- Verteidigung des Schreins von Sayyida Zeinab in Syrien.
- Konfrontation mit ISIS und Verteidigung der Heiligtümer des Irak.

### Intellektuelle Ideologie
In ihren Erklärungen wies die Partei auf ihre ideologische Verbindung zum Iran hin. Die Partei steht unter der Obhut des Juristen und eifert dem Obersten Führer der Islamischen Revolution im Iran, Ayatollah Ali Khamenei, nach.

## Gegenschläge
Am 28. Januar 2024 kam es zu einem Drohnenangriff auf den US-Stützpunkt „al-Burj 22, Turm 22“, im Nordosten Jordaniens, bei dem drei Soldaten getötet und 34 weitere verletzt wurden.
Das US-Militär beschuldigte mit dem Iran verbundene Gruppen einer Beteiligung an dem Angriff, während Iran jegliche Beteiligung bestritt. Am 31. Januar 2024 erklärte der Kommunikationsdirektor des Nationalen Sicherheitsrats, John Kirby, in Washington, dass sie glauben, dass der Anschlag auf die US-Logistikstützpunkt von der Dachorganisation „Islamischer Widerstand im Irak“ geplant, finanziert und durchgeführt wurde. Diese Dachorganisation umfasst auch die proiranische Miliz „Kata'ib Hisbollah“.

„Die Fortsetzung der Besatzung durch die Verletzung der Souveränität des Irak und die Verletzung seines Luftraums, sei es durch Drohnen oder Kampfspionageflugzeuge oder durch die skandalöse Einmischung des amerikanischen Botschafters in das Regierungsgeschehen macht es erforderlich, dass wir einige der Einsatzregeln ändern, um das Land zu schützen und vom Schmutz der Besatzer zu befreien.“

Stattdessen gab der Islamische Widerstand im Irak zu, den Angriff ausgeführt zu haben, und drohte mit einer Eskalation, falls die Vereinigten Staaten Israel weiterhin bei seinem Angriff auf den Gazastreifen unterstützen würden (seit Oktober 2023). Als Reaktion auf den Angriff führten US-Streitkräfte am 2. Februar 2024 Luftschläge auf Einrichtungen pro-iranischer Milizen im Irak und Syrien durch.